# Antoine Gaubil
Antoine Gaubil, född 14 juli 1689, död 24 juli 1759, var en fransk jesuitmissionär.
Gaubil var en av de främsta tidiga sinologerna. Hans främsta insatser var tolkningar av kinesiska historiska verk och arbeten angående den kinesiska kronologin.